# LUSSO SURF
LUSSO SURF （ルッソサーフ）は、LUSSOVITA株式会社が保有するファッションブランド、カリフォルニア系・サーフ系アパレルブランド。
メンズ商品を中心に展開しており、服飾・雑貨・ウェットスーツ・アウトドア用品・帽子等を企画製造・販売。直接店舗を持たずオンラインのみで販売。あるいは百貨店やアウトレットの期間限定のポップアップショップで不定期に店舗販売を行っている。
「ベーシックでありながら都会的で洗練されたサーフブランド」がブランドコンセプト。環境問題にも取り組んでおり、サンゴ礁保護や太平洋ゴミベルト問題の一環として、サーフポイントでのビーチクリーンを精力的に行っている。

## 歴史
2016年、都会的で洗練されたカリフォルニアテイストをコンセプトにローンチ。アパレル製品をインスタグラム上で発表。
2020年、ウェットスーツ部門が発足。主軸だったアパレル製品にサーフィン用品が加わった。

## デザイナー

### ヘッドデザイナー
- 森下満英（2016年ｰ）

## 展開分野

### アパレル部門
カリフォルニア系、60年代ファッション、サーフブランド、ストリートカルチャー等のキーワードを独自の世界観で融合・アレンジし、今までになかった都会的で斬新なサーフブランドを展開。サーフトリップ後にそのまま行けるデート服がコンセプト

### ウェットスーツ部門
- 1960年代のカリフォルニアがテーマ。オールブラックのスキン素材ウェットスーツから、セミドライスーツを販売（2020年 - ）

### アウトドア部門
- 2021年よりローンチを発表

## モデル
他のSNSブランドと同様に、Instagramで活動するインフルエンサー・モデルを起用している。キャラクターとなる人物は、日本・アメリカのフリーモデル・サーファーが中心。
- maachi
- savypark
- maimaidesuyan

## サーフィン業界におけるLUSSO SURF
カリフォルニアスタイルを追求しながらも、品質を維持する為にウェットスーツの企画・製造はすべて日本国内でおこなっている。ウェットスーツの生地はスキン素材とジャージ素材があるが、LUSSO SURFが採用しているジャージ素材とスポンジはオーダーが入ってから製造するため、パンのようなもちもちとした生地感で着心地を追求している。湘南・千葉・四国のサーファーとライダー契約を結んでいる(2021年）。
代理店形式は採用しておらず、直接オーダーを受注、製造するスタイル。
2021年よりサーフギアの展開を始めており、リーシュコードやワックス、ステッカーといった雑貨も販売開始。

## 参考
- INTERSTYLE magazine掲載2018/11/07

- INTERSTYLE magazine掲載2021/10/20